# Wolfgang Schenkel
Wolfgang Schenkel (* 16. Oktober 1936 in Ludwigshafen am Rhein) ist ein deutscher Ägyptologe.
Schenkel wurde 1961 an der Universität Bonn promoviert. 1964/65 erhielt er das Reisestipendium des Deutschen Archäologischen Instituts. 1974 habilitierte er sich an der Universität Göttingen. Er war vom Wintersemester 1978/79 bis 2002 Professor für Ägyptologie an der Universität Tübingen.
Seit 1999 ist er korrespondierendes Mitglied der Sächsischen Akademie der Wissenschaften.

## Veröffentlichungen (Auswahl)
- Frühmittelägyptische Studien.  Bonn 1961 (Bonn, Universität, Dissertation vom 20. Dezember 1961).
- Memphis, Herakleopolis, Theben. Die epigraphischen Zeugnisse der 7. – 11. Dynastie Ägyptens (= Ägyptologische Abhandlungen. Bd. 12). Harrassowitz, Wiesbaden 1965,
- Die altägyptische Suffixkonjugation. Theorie der innerägyptischen Entstehung aus Nomina actionis (= Ägyptologische Abhandlungen. Bd. 32). Harrassowitz, Wiesbaden 1975, ISBN 3-447-01689-2 (Zugleich: Göttingen, Universität, Habilitations-Schrift, 1974).
- Kultmythos und Märtyrerlegende. Zur Kontinuität des ägyptischen Denkens. Harrassowitz, Wiesbaden 1977, ISBN 3-447-01892-5.
- Die Bewässerungsrevolution im alten Ägypten. Von Zabern, Mainz 1978, ISBN 3-8053-0358-0.
- Das Stemma der altägyptischen Sonnenlitanei. Grundlegung der Textgeschichte nach der Methode der Textkritik (= Göttinger Orientforschungen. Reihe 4, Ägypten, Bd. 6). Harrassowitz, Wiesbaden 1978,  ISBN 3-447-01964-6.
- Zur Rekonstruktion der deverbalen Nominalbildung des Ägyptischen (= Göttinger Orientforschungen. Reihe 4, Ägypten, Bd. 13). Harrassowitz, Wiesbaden 1983, ISBN 3-447-02336-8.
- Aus der Arbeit an einer Konkordanz zu den altägyptischen Sargtexten (= Göttinger Orientforschungen. Reihe 4, Ägypten, Bd. 12). Harrassowitz, Wiesbaden 1983, ISBN 3-447-02335-X.
- (zusammen mit Klaus P. Kuhlmann): Das Grab des Ibi, Obergutsverwalters der Gottesgemahlin des Amun (Thebanisches Grab Nr. 36) (= Archäologische Veröffentlichungen, Bd. 15). Von Zabern, Mainz 1983, ISBN 3-8053-0044-1.
- Einführung in die altägyptische Sprachwissenschaft. Wissenschaftliche Buchgesellschaft, Wiesbaden 1990, ISBN 3-534-03506-2 (Digitalisat).
- Tübinger Einführung in die klassisch-ägyptische Sprache und Schrift. 7. Auflage. Schenkel, Tübingen 2012, ISBN 978-3-938529-05-8 (Digitalisat).